# Patinaj artistic la Jocurile Olimpice de iarnă din 2018 - Trofeu echipe
Proba de echipe de la Jocurile Olimpice de iarnă din 2018 de la Pyeongchang, Coreea de Sud a avut loc pe parcursul a trei zile în perioada 9-12 februarie 2018 la Gangneung Ice Arena în Gangneung.

## Program
Orele sunt orele Coreei de Sud (ora României + 7 ore).
| Dată         | Ora         | Rundă                                           |
| ------------ | ----------- | ----------------------------------------------- |
| 9 februarie  | 10:00–13:30 | Programul scurt perechi pentru proba de echipe  |
| 9 februarie  | 10:00–13:30 | Programul scurt masculin pentru proba de echipe |
| 11 februarie | 10:00-14:40 | Programul scurt dans                            |
| 11 februarie | 10:00-14:40 | Programul scurt feminin pentru proba de echipe  |
| 11 februarie | 10:00-14:40 | Programul liber perechi pentru proba de echipe  |
| 12 februarie | 10:00-13:25 | Programul liber masculin pentru proba de echipe |
| 12 februarie | 10:00-13:25 | Programul liber dans pentru proba de echipe     |
| 12 februarie | 10:00-13:25 | Programul liber feminin pentru proba de echipe  |

## Rezultate

### Program scurt

#### Masculin
Programul scurt a avut loc pe 9 februarie 2018.
| Loc | Nume              | Țară                         | ST     | SET   | SCP   | AP   | TR   | PE   | CO   | IN   | Ded  | NS | Pt. |
| --- | ----------------- | ---------------------------- | ------ | ----- | ----- | ---- | ---- | ---- | ---- | ---- | ---- | -- | --- |
| 1   | Shoma Uno         | Japonia                      | 103,25 | 56,64 | 46,61 | 9,36 | 9,25 | 9,25 | 9,39 | 9,36 | 0,00 | 10 | 10  |
| 2   | Oleksii Bychenko  | Israel                       | 88,49  | 47,59 | 40,90 | 8,07 | 7,82 | 8,43 | 8,29 | 8,29 | 0,00 | 7  | 9   |
| 3   | Patrick Chan      | Canada                       | 81,66  | 38,56 | 45,10 | 9,21 | 9,07 | 8,50 | 9,14 | 9,18 | 2,00 | 6  | 8   |
| 4   | Nathan Chen       | Statele Unite ale Americii   | 80,61  | 37,73 | 43,88 | 8,89 | 8,75 | 8,46 | 8,96 | 8,82 | 1,00 | 8  | 7   |
| 5   | Matteo Rizzo      | Italia                       | 77,77  | 40,60 | 37,17 | 7,39 | 7,18 | 7,64 | 7,50 | 7,46 | 0,00 | 5  | 6   |
| 6   | Cha Jun-hwan      | Coreea de Sud                | 77,70  | 40,71 | 36,99 | 7,46 | 7,25 | 7,46 | 7,46 | 7,36 | 0,00 | 1  | 5   |
| 7   | Yan Han           | China                        | 77,10  | 38,28 | 40,82 | 8,46 | 8,07 | 7,71 | 8,29 | 8,29 | 2,00 | 4  | 4   |
| 8   | Mikhail Kolyada   | Sportivii Olimpici ai Rusiei | 74,36  | 33,75 | 42,61 | 8,75 | 8,31 | 8,11 | 8,75 | 8,61 | 2,00 | 9  | 3   |
| 9   | Paul Fentz        | Germania                     | 66,32  | 34,54 | 33,78 | 6,96 | 6,61 | 6,39 | 7,00 | 6,82 | 2,00 | 2  | 2   |
| 10  | Chafik Besseghier | Franța                       | 61,06  | 26,93 | 34,13 | 6,96 | 6,50 | 6,71 | 6,96 | 7,00 | 0,00 | 3  | 1   |

#### Perechi
Proba de perechi, programul scurt, a avut loc pe 9 februarie 2018.
| Loc | Nume                                  | Țară                         | ST    | SET   | SCP   | AP   | TR   | PE   | CO   | IN   | Ded  | NS | Pt. |
| --- | ------------------------------------- | ---------------------------- | ----- | ----- | ----- | ---- | ---- | ---- | ---- | ---- | ---- | -- | --- |
| 1   | Evgenia Tarasova / Vladimir Morozov   | Sportivii Olimpici ai Rusiei | 80,92 | 43,78 | 37,14 | 9,43 | 9,07 | 9,39 | 9,32 | 9,21 | 0,00 | 10 | 10  |
| 2   | Meagan Duhamel / Eric Radford         | Canada                       | 76,57 | 41,08 | 35,49 | 8,82 | 8,71 | 9,00 | 8,96 | 8,86 | 0,00 | 8  | 9   |
| 3   | Aliona Savchenko / Bruno Massot       | Germania                     | 75,36 | 39,33 | 37,03 | 9,21 | 9,18 | 9,21 | 9,36 | 9,32 | 1,00 | 9  | 8   |
| 4   | Alexa Scimeca Knierim / Chris Knierim | Statele Unite ale Americii   | 69,75 | 38,41 | 31,34 | 7,86 | 7,57 | 7,96 | 7,89 | 7,89 | 0,00 | 4  | 7   |
| 5   | Yu Xiaoyu / Zhang Hao                 | China                        | 69,17 | 37,20 | 32,97 | 8,29 | 8,14 | 8,07 | 8,43 | 8,29 | 1,00 | 5  | 6   |
| 6   | Vanessa James / Morgan Ciprès         | Franța                       | 68,49 | 34,66 | 33,83 | 8,46 | 8,39 | 8,29 | 8,57 | 8,57 | 0,00 | 7  | 5   |
| 7   | Nicole Della Monica / Matteo Guarise  | Italia                       | 67,62 | 35,73 | 31,89 | 7,93 | 7,71 | 8,04 | 8,07 | 8,11 | 0,00 | 6  | 4   |
| 8   | Miu Suzaki / Ryuichi Kihara           | Japonia                      | 57,42 | 32,13 | 25,29 | 6,54 | 6,07 | 6,39 | 6,25 | 6,36 | 0,00 | 3  | 3   |
| 9   | Paige Conners / Evgeni Krasnopolski   | Israel                       | 54,47 | 30,70 | 24,77 | 6,25 | 5,96 | 6,25 | 6,39 | 6,11 | 1,00 | 2  | 2   |
| 10  | Kim Kyu-eun / Alex Kam                | Coreea de Sud                | 52,10 | 27,70 | 24,40 | 6,18 | 5,82 | 6,21 | 6,18 | 6,11 | 0,00 | 1  | 1   |

#### Ice dancing
Proba de dans a avut loc la 11 februarie 2018.
| Loc | Nume                                 | Țară                         | ST    | SET   | SCP   | AP   | TR   | PE   | CO   | IN   | Ded  | NS | Pt. |
| --- | ------------------------------------ | ---------------------------- | ----- | ----- | ----- | ---- | ---- | ---- | ---- | ---- | ---- | -- | --- |
| 1   | Tessa Virtue / Scott Moir            | Canada                       | 80,51 | 41,61 | 38,90 | 9,61 | 9,54 | 9,86 | 9,79 | 9,82 | 0,00 | 9  | 10  |
| 2   | Maia Shibutani / Alex Shibutani      | Statele Unite ale Americii   | 75,46 | 38,42 | 37,04 | 9,32 | 9,11 | 9,29 | 9,36 | 9,21 | 0,00 | 7  | 9   |
| 3   | Ekaterina Bobrova / Dmitri Soloviev  | Sportivii Olimpici ai Rusiei | 74,76 | 38,11 | 36,65 | 9,14 | 9,00 | 9,18 | 9,29 | 9,21 | 0,00 | 10 | 8   |
| 4   | Anna Cappellini / Luca Lanotte       | Italia                       | 72,51 | 37,31 | 36,20 | 8,89 | 8,71 | 9,29 | 9,07 | 9,29 | 1,00 | 8  | 7   |
| 5   | Kana Muramoto / Chris Reed           | Japonia                      | 62,15 | 32,17 | 29,98 | 7,54 | 7,32 | 7,46 | 7,57 | 7,57 | 0,00 | 6  | 6   |
| 6   | Marie-Jade Lauriault / Romain Le Gac | Franța                       | 57,94 | 29,08 | 28,86 | 7,25 | 7,11 | 7,21 | 7,25 | 7,25 | 0,00 | 5  | 5   |
| 7   | Wang Shiyue / Liu Xinyu              | China                        | 56,98 | 27,75 | 29,23 | 7,29 | 7,11 | 7,39 | 7,39 | 7,36 | 0,00 | 4  | 4   |
| 8   | Kavita Lorenz / Joti Polizoakis      | Germania                     | 56,88 | 28,97 | 27,91 | 6,96 | 6,75 | 7,04 | 7,14 | 7,00 | 0,00 | 2  | 3   |
| 9   | Yura Min / Alexander Gamelin         | Coreea de Sud                | 51,97 | 24,88 | 27,09 | 6,79 | 6,54 | 6,82 | 6,89 | 6,82 | 0,00 | 3  | 2   |
| 10  | Adel Tankova / Ronald Zilberberg     | Israel                       | 44,61 | 22,32 | 22,29 | 5,57 | 5,50 | 5,57 | 5,75 | 5,46 | 0,00 | 1  | 1   |

#### Feminin
Programul scurt feminin a avut loc la 11 februarie 2018.
| Loc | Nume               | Țară                         | ST    | SET   | SCP   | AP   | TR   | PE   | CO   | IN   | Ded  | NS | Pt. |
| --- | ------------------ | ---------------------------- | ----- | ----- | ----- | ---- | ---- | ---- | ---- | ---- | ---- | -- | --- |
| 1   | Evgenia Medvedeva  | Sportivii Olimpici ai Rusiei | 81,06 | 42,83 | 38,23 | 9,54 | 9,43 | 9,57 | 9,56 | 9,68 | 0,00 | 10 | 10  |
| 2   | Carolina Kostner   | Italia                       | 75,10 | 36,96 | 38,14 | 9,54 | 9,32 | 9,50 | 9,68 | 9,64 | 0,00 | 7  | 9   |
| 3   | Kaetlyn Osmond     | Canada                       | 71,33 | 35,10 | 36,28 | 9,11 | 8,89 | 8,96 | 9,18 | 9,21 | 0,00 | 9  | 8   |
| 4   | Satoko Miyahara    | Japonia                      | 68,95 | 34,33 | 34,62 | 8,71 | 8,39 | 8,71 | 8,68 | 8,79 | 0,00 | 8  | 7   |
| 5   | Bradie Tennell     | Statele Unite ale Americii   | 68,94 | 38,94 | 30,00 | 7,54 | 7,29 | 7,68 | 7,54 | 7,46 | 0,00 | 3  | 6   |
| 6   | Choi Da-bin        | Coreea de Sud                | 65,73 | 37,16 | 28,57 | 7,29 | 6,79 | 7,29 | 7,18 | 7,18 | 0,00 | 6  | 5   |
| 7   | Li Xiangning       | China                        | 58,62 | 32,65 | 25,97 | 6,61 | 6,14 | 6,64 | 6,46 | 6,61 | 0,00 | 2  | 4   |
| 8   | Nicole Schott      | Germania                     | 55,32 | 29,35 | 26,97 | 6,89 | 6,50 | 6,64 | 6,86 | 6,82 | 1,00 | 5  | 3   |
| 9   | Maé-Bérénice Méité | Franța                       | 46,62 | 22,79 | 24,83 | 6,29 | 6,00 | 6,04 | 6,32 | 6,39 | 1,00 | 4  | 2   |
| 10  | Aimee Buchanan     | Israel                       | 46,30 | 25,07 | 21,23 | 5,32 | 4,96 | 5,36 | 5,39 | 5,50 | 0,00 | 1  | 1   |

### Programul liber

#### Perechi
Programul liber perechi a avut loc la 11 februarie 2018.
| Loc | Nume                                  | Țară                         | ST     | SET   | SCP   | AP   | TR   | PE   | CO   | IN   | Ded  | NS | Pt. |
| --- | ------------------------------------- | ---------------------------- | ------ | ----- | ----- | ---- | ---- | ---- | ---- | ---- | ---- | -- | --- |
| 1   | Meagan Duhamel / Eric Radford         | Canada                       | 148,51 | 77,26 | 71,25 | 8,96 | 8,79 | 8,96 | 8,93 | 8,89 | 0,00 | 4  | 10  |
| 2   | Valentina Marchei / Ondřej Hotárek    | Italia                       | 138,44 | 72,02 | 67,42 | 8,18 | 8,21 | 8,54 | 8,64 | 8,57 | 1,00 | 2  | 9   |
| 3   | Natalia Zabiiako / Alexander Enbert   | Sportivii Olimpici ai Rusiei | 133,28 | 68,06 | 66,22 | 8,39 | 8,07 | 8,18 | 8,39 | 8,36 | 1,00 | 5  | 8   |
| 4   | Alexa Scimeca Knierim / Chris Knierim | Statele Unite ale Americii   | 126,56 | 64,82 | 62,74 | 7,82 | 7,68 | 7,82 | 7,96 | 7,93 | 1,00 | 3  | 7   |
| 5   | Miu Suzaki / Ryuichi Kihara           | Japonia                      | 97,67  | 49,24 | 49,43 | 6,39 | 5,93 | 6,04 | 6,29 | 6,25 | 1,00 | 1  | 6   |

#### Masculin
Programul liber masculin a avut loc la 12 februarie 2018.
| Loc | Nume            | Țară                         | ST     | SET   | SCP   | AP   | TR   | PE   | CO   | IN   | Ded  | NS | Pt. |
| --- | --------------- | ---------------------------- | ------ | ----- | ----- | ---- | ---- | ---- | ---- | ---- | ---- | -- | --- |
| 1   | Patrick Chan    | Canada                       | 179,75 | 87,67 | 93,08 | 9,50 | 9,29 | 8,93 | 9,39 | 9,43 | 1,00 | 4  | 10  |
| 2   | Mikhail Kolyada | Sportivii Olimpici ai Rusiei | 173,57 | 88,35 | 86,22 | 8,82 | 8,43 | 8,61 | 8,57 | 8,68 | 1,00 | 1  | 9   |
| 3   | Adam Rippon     | Statele Unite ale Americii   | 172,98 | 86,20 | 86,78 | 8,61 | 8,39 | 8,82 | 8,75 | 8,85 | 0,00 | 3  | 8   |
| 4   | Matteo Rizzo    | Italia                       | 156,11 | 78,77 | 77,34 | 7,64 | 7,39 | 8,18 | 7,71 | 7,75 | 0,00 | 2  | 7   |
| 5   | Keiji Tanaka    | Japonia                      | 148,36 | 72,02 | 77,34 | 8,00 | 7,57 | 7,50 | 7,96 | 7,64 | 1,00 | 5  | 6   |

#### Feminin
Programul liber feminin a avut loc la 12 februarie 2018.
| Loc | Nume              | Țară                         | ST     | SET   | SCP   | AP   | TR   | PE   | CO   | IN   | Ded  | NS | Pt. |
| --- | ----------------- | ---------------------------- | ------ | ----- | ----- | ---- | ---- | ---- | ---- | ---- | ---- | -- | --- |
| 1   | Alina Zagitova    | Sportivii Olimpici ai Rusiei | 158,08 | 83,06 | 75,02 | 9,21 | 9,29 | 9,57 | 9,39 | 9,43 | 0,00 | 5  | 10  |
| 2   | Mirai Nagasu      | Statele Unite ale Americii   | 137,53 | 73,38 | 64,15 | 8,25 | 7,64 | 8,32 | 7,89 | 8,00 | 0,00 | 1  | 9   |
| 3   | Gabrielle Daleman | Canada                       | 137,14 | 68,86 | 68,28 | 8,71 | 8,18 | 8,71 | 8,50 | 8,57 | 0,00 | 3  | 8   |
| 4   | Carolina Kostner  | Italia                       | 134,00 | 59,73 | 74,27 | 9,39 | 9,07 | 9,00 | 9,46 | 9,50 | 0,00 | 4  | 7   |
| 5   | Kaori Sakamoto    | Japonia                      | 131,91 | 65,51 | 66,40 | 8,32 | 8,11 | 8,32 | 8,39 | 8,36 | 0,00 | 2  | 6   |

#### Dans
Programul liber la dans a avut loc la 12 februarie 2018.
| Loc | Nume                                | Țară                         | ST     | SET   | SCP   | AP   | TR   | PE   | CO   | IN   | Ded  | NS | Pt. |
| --- | ----------------------------------- | ---------------------------- | ------ | ----- | ----- | ---- | ---- | ---- | ---- | ---- | ---- | -- | --- |
| 1   | Tessa Virtue / Scott Moir           | Canada                       | 118.10 | 59,25 | 58,85 | 9,61 | 9,61 | 9,93 | 9,93 | 9,96 | 0,00 | 5  | 10  |
| 2   | Maia Shibutani / Alex Shibutani     | Statele Unite ale Americii   | 112,01 | 56,41 | 55,60 | 9,32 | 9,18 | 9,36 | 9,18 | 9,29 | 0,00 | 4  | 9   |
| 3   | Ekaterina Bobrova / Dmitri Soloviev | Sportivii Olimpici ai Rusiei | 110,43 | 54,72 | 55,71 | 9,21 | 9,11 | 9,36 | 9,36 | 9,39 | 0,00 | 3  | 8   |
| 4   | Anna Cappellini / Luca Lanotte      | Italia                       | 107,00 | 52,70 | 54,30 | 8,96 | 8,79 | 9,07 | 9,14 | 9,29 | 0,00 | 2  | 7   |
| 5   | Kana Muramoto / Chris Reed          | Japonia                      | 87,88  | 44,69 | 44,19 | 7,32 | 7,29 | 7,14 | 7,68 | 7,39 | 1,00 | 1  | 6   |

### Total

#### Total echipe
După toate probele.
| Loc | Țară                         | PS-M | PS-P | PS-D | PS-F | PL-P                                | PL-M                                | PL-F                                | PL-D                                | Pt. |
| --- | ---------------------------- | ---- | ---- | ---- | ---- | ----------------------------------- | ----------------------------------- | ----------------------------------- | ----------------------------------- | --- |
| 1   | Canada                       | 8    | 9    | 10   | 8    | 10                                  | 10                                  | 8                                   | 10                                  | 73  |
| 2   | Sportivii Olimpici ai Rusiei | 3    | 10   | 8    | 10   | 8                                   | 9                                   | 10                                  | 8                                   | 66  |
| 3   | Statele Unite ale Americii   | 7    | 7    | 9    | 6    | 7                                   | 8                                   | 9                                   | 9                                   | 62  |
| 4   | Italia                       | 6    | 4    | 7    | 9    | 9                                   | 7                                   | 7                                   | 7                                   | 56  |
| 5   | Japonia                      | 10   | 3    | 6    | 7    | 6                                   | 6                                   | 6                                   | 6                                   | 50  |
| 6   | China                        | 4    | 6    | 4    | 4    | Nu a avansat pentru programul liber | Nu a avansat pentru programul liber | Nu a avansat pentru programul liber | Nu a avansat pentru programul liber | 18  |
| 7   | Germania                     | 2    | 8    | 3    | 3    | Nu a avansat pentru programul liber | Nu a avansat pentru programul liber | Nu a avansat pentru programul liber | Nu a avansat pentru programul liber | 16  |
| 8   | Israel                       | 9    | 2    | 1    | 1    | Nu a avansat pentru programul liber | Nu a avansat pentru programul liber | Nu a avansat pentru programul liber | Nu a avansat pentru programul liber | 13  |
| 9   | Coreea de Sud                | 5    | 1    | 2    | 5    | Nu a avansat pentru programul liber | Nu a avansat pentru programul liber | Nu a avansat pentru programul liber | Nu a avansat pentru programul liber | 13  |
| 10  | Franța                       | 1    | 5    | 5    | 2    | Nu a avansat pentru programul liber | Nu a avansat pentru programul liber | Nu a avansat pentru programul liber | Nu a avansat pentru programul liber | 13  |

- La egalitate de puncte s-au luat cele mai bune rezultate din două probe diferite. Dacă egalitatea persistă se adună punctajul din cele două probe.[12]